# Rich K. Templeton
Richard K. Templeton é um engenheiro e um americano executivo de negócios na área elétrica. Ele é presidente e Chief Executive Officer da Texas Instruments.

## Educação
Templeton estudou no Union College, em Nova York, onde se formou em 1980 em licenciatura em engenharia elétrica. 
Carreira
Após a formatura, Templeton se juntou imediatamente a TI onde trabalhou em diversas áreas da empresa. Em 1996, ele começou dirigindo negócios na área de semicondutores da Texas Instruments. Templeton, em seguida, atuou como Chief Operating Officer da gigante da tecnologia de abril de 2000 a abril de 2004. Em maio de 2004 ele foi nomeado CEO, e em abril de 2008 ele sucedeu Tom Engibous como Presidente do Conselho. 
Enquanto CEO da Texas Instruments, em 2008, Richard K. Templeton ganhou uma remuneração total de $ 9.623.590, que incluiu um salário base de $ 960.780, um bônus em dinheiro de $ 1.564.853, os estoques concedido de $ 4.468.500, e opções outorgadas de $ 2.397.600. 
Em 2012 ele ocupou a posição de numero 100 da forbes como umas das pessoas mais bem sucedidas dos estados unidos.